# Kroll 10000
Kroll K-10000 – żuraw wieżowy.
W połowie lat osiemdziesiątych wyprodukowano 15 takich urządzeń, 13 z nich powstało na zamówienie dawnego ZSRR, a 2 dla USA w celu budowy elektrowni atomowych. Używany jest do instalacji wyjątkowo ciężkich obiektów na wysokości, na którą nie byłoby możliwe sięgnięcie innym sposobem, np. reaktor jądrowy.

## Podstawowe dane techniczne
- Standardowa wysokość podnoszenia: 86m
- Udźwig maksymalny: 360ton.
- Maksymalna długość wysięgnika: 100m
- Udźwig na końcu wysięgnika: 120 ton.